# 石畦駅
石畦駅（いしぐろえき）は、かつて広島県尾道市木ノ庄町木門田（）石畦（）に位置していた、尾道鉄道の駅（廃駅）である。

## 概要
相対式ホーム2面2線の地上駅で、交換可能駅であった。また、木造の駅舎も設けていた。鉄道廃止後は国道184号バイパス敷地となり、駅跡は現存しない。

## 歴史
- 1925年（大正14年）11月1日：西尾道 - 石畦間の開通に伴い開業[1]。
- 1957年（昭和32年）2月1日：石畦 - 市の廃止に伴い、当駅が終着駅となる[3]。
- 1964年（昭和39年）8月1日：尾道 - 石畦間の廃止に伴い閉鎖。

## 駅周辺
- 石畦ふれあいクラブ
- 中国バス「石畦」バス停（国道184号）

## 隣の駅
尾道鉄道
尾道鉄道線
木頃本郷駅 - 石畦駅 - 西校上駅